# Памирское золотопромышленное акционерное общество

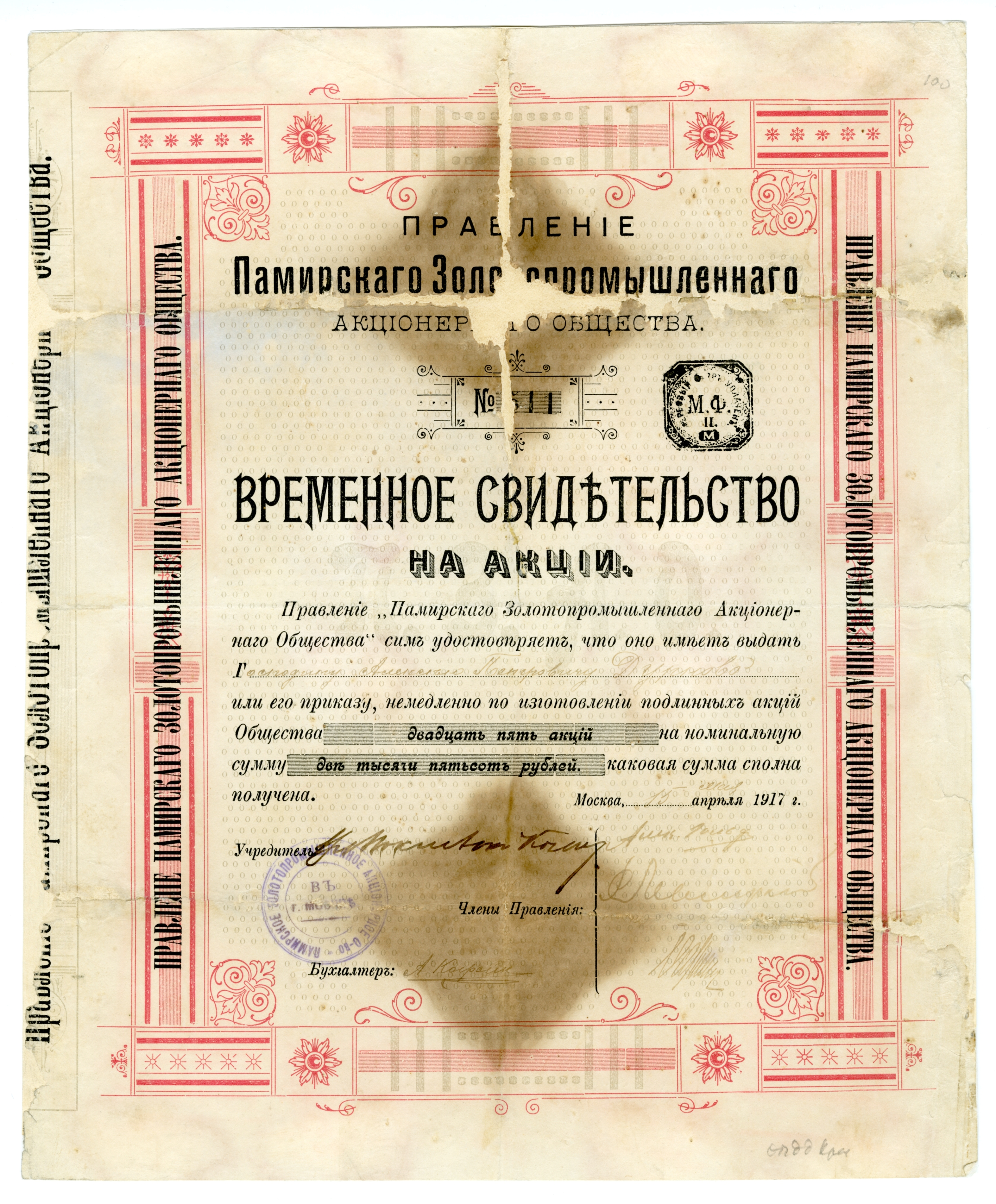
Временное свидетельство на имя Алексея Петровича Дурново на 25 акций номинальной суммой в 2 500 рублей Памирского золотопромышленного акционерного общества. Москва, 15 мая 1917 г.

История добычи золота в Алайской долине Памиро-Алайской горной системы, как явствует из археологических раскопок , уходит корнями вглубь веков, однако лишь в первой четверти XX столетия, буквально накануне Октябрьской революции, началось промышленное освоение золотоносных месторождений региона.
Памирское золотопромышленное акционерное общество ,  одно из немногих предприятий того времени, свидетельства о присутствии которых в регионе дошли до наших дней.